# جودی هیل
جودی هیل (انگلیسی: Jody Hill؛ زادهٔ ۱۵ اکتبر ۱۹۷۶) کارگردان فیلم، فیلم‌نامه‌نویس و تکواندوکار اهل ایالات متحده آمریکا است.
- مشارکت‌کنندگان ویکی‌پدیا. «Jody Hill». در دانشنامهٔ ویکی‌پدیای انگلیسی، بازبینی‌شده در ۱۱ آوریل ۲۰۱۷.